# Sam Vlahos
Sam Vlahos, né le 10 août 1935 et mort le 3 septembre 2011, est un acteur américain. Dans les crédits d'une œuvre, il peut apparaître sous le nom de Sam Valhos.

## Filmographie
- 1960 : Intrigues à Hawaï (Hawaiian Eye) (série télévisée) : Billy Sajat
- 1974 : Barnaby Jones (série télévisée)
- 1974 : La Petite Maison dans la prairie (série télévisée) : 1er indien (saison 0, épisode 1)
- 1976 : Super Jaimie (série télévisée) : 1er conducteur (saison 1, épisode 5)
- 1976 : Deux cent dollars plus les frais (série télévisée) : Deck Hand
- 1977 : Chico and the Man (série télévisée) : Garcia
- 1979 : La Conquête de l'Ouest (série télévisée) : Alfredo
- 1982 : Jake Cutter (série télévisée) : Manila Bartender
- 1983 : K 2000 (série télévisée) : Alfredo Diaz
- 1984 : Simon et Simon (série télévisée) : Cabbie
- 1984 : Magnum (série télévisée) : Leo (saison 5, épisode 5)
- 1984 : Capitaine Furillo (série télévisée) : Ernesto Sanchez
- 1985 : Tonnerre mécanique (série télévisée) : Car Salesman
- 1985 : MacGyver (série télévisée) : Diego Montoya (saison 1, épisode 4)
- 1985 : Rick Hunter (série télévisée) : Colonel Borgia (saison 2, épisode 7)
- 1985 : Droit de vengeance (film TV): Burt
- 1986 : Alfred Hitchcock présente (série télévisée) : The Creeper
- 1987 : Les tueurs de l'autoroute (film TV): Sergeant Freddie Diaz
- 1987 : Born in East L.A. (film): Father Sanchez
- 1988 : The Milagro Beanfield War (film): In The Governor's Office
- 1988 : À la vie, à la mort ! (film): Mr. Townsend
- 1988 : A Time of Destiny (film): Avocat
- 1988 : Tribunal de nuit (série télévisée) : Kumok
- 1989 : Powwow Highway (film): Chief Joseph
- 1989 : La belle et la bête (série télévisée) : Sgt. Jesse Martinez (saison 2, épisode 20)
- 1989 : A Peaceable Kingdom (série télévisée) : Jake
- 1990 : Campus Show (série télévisée) : Mr. Santos
- 1990 : Gunsmoke: The Last Apache (film TV): Tomas
- 1990 : Flash (série télévisée) : Dr Lawrence
- 1991 : Kiss Me a Killer (film): Father Dominguez
- 1991 : Dernier Sacrifice (film): Wayne
- 1991 : Cold Heaven (film): Alvarado
- 1991 : In a Child's Name (film TV): Dr Vargas
- 1992 : L'Équipée du Poney Express (série télévisée) : White Feather
- 1993 : La carpa (film): Jorge
- 1993 : Key West (série télévisée)
- 1994 : Hostile Intentions (film): Jorge De La Rey
- 1994 : La Loi de Los Angeles (série télévisée) : Mr Escala (saison 8, épisode 10)
- 1994 : Hôpital central (série télévisée) : Felipe Morez
- 1995 : Loïs et Clark, les nouvelles aventures de Superman (série télévisée) : Raul Borges
- 1995 : Faux frères, vrais jumeaux (Steal Big Steal Little), d'Andrew Davis : Mauricio
- 1996 : JAG (série télévisée) : Raoul
- 1996 : Lone Star (film): Pete
- 1996 : Grand Avenue (film TV): Henry
- 1996 : The Big Squeeze (film): Father Sanchez
- 1996 : The Disappearance of Garcia Lorca (film): One-legged man
- 1996 : Dark Skies : L'Impossible Vérité (série télévisée) : Tug Barrow (saison 1, épisode 8)
- 1997 : Urgences (série télévisée) : Pablo (saison 4, épisodes 5, 10 et 21)
- 1998 : Embrouille à Poodle Springs (film TV) : Eddie Garcia
- 1998 : American History X (film): Dr Aguilar
- 1999 : Held Up (en) (film): Jose
- 1999 : Urgences (série télévisée) : Pablo (saison 6, épisodes 14 et 18)
- 2000 : FBI Family (film TV): Cesar Jacon
- 2001 : Role of a Lifetime (film TV): Jesus
- 2001 : Christmas in the Clouds (film): Joe Clouds on Fire
- 2001 : The Zeros de John Ryman : Durango
- 2001 : Urgences (série télévisée) : Pablo (saison 8, épisodes 2 et 19)
- 2001 : New York Police Blues (série télévisée) : Demetrius (saison 8, épisode 15)
- 2002 : Division d'élite (série télévisée) : Juan Rios (saison 2, épisode 4)
- 2002 : Les Anges du bonheur (série télévisée) : Carlos
- 2003 : Le Cartel (film TV): Bishop